# Anzon
Der Anzon ist ein Fluss in Frankreich, im Département Loire, in der Region Auvergne-Rhône-Alpes.

## Verlauf
Er entspringt in den Monts du Forez, im Regionalen Naturpark Livradois-Forez, im Gemeindegebiet von Noirétable und entwässert zunächst in nordöstlicher Richtung. Nach etwa der Hälfte seines Laufes dreht er nach Südosten und mündet schließlich nach rund 30 Kilometern an der Gemeindegrenze von Saint-Sixte und Sail-sous-Couzan, gegenüber von Leigneux, als linker Nebenfluss in den Lignon du Forez.

## Orte am Fluss
(Reihenfolge in Fließrichtung)
- Noirétable
- Saint-Julien-la-Vêtre
- Saint-Thurin
- L’Hôpital-sous-Rochefort